# کاوودوپللا
کاوودوپللا (به لاتین: Kavudupelella) یک منطقهٔ مسکونی در سری‌لانکا است که در ناحیه متاله واقع شده‌است.